# Brachymeria annulata
Brachymeria annulata is een vliesvleugelig insect uit de familie bronswespen (Chalcididae). De wetenschappelijke naam is voor het eerst geldig gepubliceerd in 1793 door Fabricius.